# Wełnistek
Wełnistek (Mallomys) – rodzaj ssaków z podrodziny myszy (Murinae) w obrębie rodziny myszowatych (Muridae).

## Rozmieszczenie geograficzne
Rodzaj obejmuje gatunki występujące endemicznie na Nowej Gwinei.

## Morfologia
Długość ciała (bez ogona) 344–470 mm, długość ogona 279–435 mm, długość ucha 25,3–36,5 mm, długość tylnej stopy 62,5–80 mm; masa ciała 925–2000 g.

## Systematyka
Rodzaj zdefiniował w 1898 roku angielski zoolog Oldfield Thomas w artykule zatytułowanym Opisy trzech nowych ssaków z Archipelagu Wschodnioindyjskiego i Australii, opublikowanym w czasopiśmie „Novitates Zoologicae”. Gatunkiem typowym jest (oryginalne oznaczenie) wełnistek nadrzewny (M. rothschildi).

### Etymologia
- Mallomys: gr. μαλλος mallos ‘wełna’; μυς mus, μυος muos ‘mysz’[8].
- Dendrosminthus: gr. δενδρον dendron ‘drzewo’[9]; σμινθος sminthos ‘mysz’[10]. Gatunek typowy (oryginalne oznaczenie): Dendrosminthus aroaensis De Vis, 1907.

### Podział systematyczny
Do rodzaju należą następujące gatunki:
| Grafika | Gatunek              | Autor i rok opisu                   | Nazwa zwyczajowa    | Podgatunki         | Rozmieszczenie geograficzne                                                                                           | Podstawowe wymiary                         | Status IUCN |
| ------- | -------------------- | ----------------------------------- | ------------------- | ------------------ | --- | ------------------------------------------ | ----------- |
|         | Mallomys gunung      | Flannery, K.P. Aplin & Groves, 1989 | wełnistek graniowy  | gatunek monotypowy | wyżyny zachodniej Nowej Gwinei (znany z 2 miejsc pomiędzy górami Jaya i Trikor); zakres wysokości: 3500–4050 m n.p.m. | DC: 41–47 cm DO: 35–37 cm MC: około 2 kg   | EN          |
|         | Mallomys istapantap  | Flannery, K.P. Aplin & Groves, 1989 | wełnistek górski    | gatunek monotypowy | Indonezja i Papua-Nowa Gwinea: wyżyny Nowej Gwinei; zakres wysokości: 2450–3850 m n.p.m.                              | DC: 40–43 cm DO: 28–37 cm MC: około 1,9 kg | LC          |
|         | Mallomys aroaensis   | (De Vis, 1907)                      | wełnistek stokowy   | 2 podgatunki       | endemit Papui-Gwinei (wyżyny wschodniej Nowej Gwinei i półwysep Huon); zakres wysokości: 1100–2700 m n.p.m.           | DC: 34–41 cm DO: 33–43 cm MC: 1,4–2 kg     | LC          |
|         | Mallomys rothschildi | O. Thomas, 1898                     | wełnistek nadrzewny | 2 podgatunki       | Indonezja i Papua-Nowa Gwinea: wyżyny Nowej Gwinei; zakres wysokości: 1200–3700 m n.p.m.                              | DC: 34–40 cm DO: 34–42 cm MC: 925–1500 g   | LC          |

Kategorie IUCN:  LC  – gatunek najmniejszej troski,  EN  – gatunek zagrożony.